# مدل عکاسی اروتیک

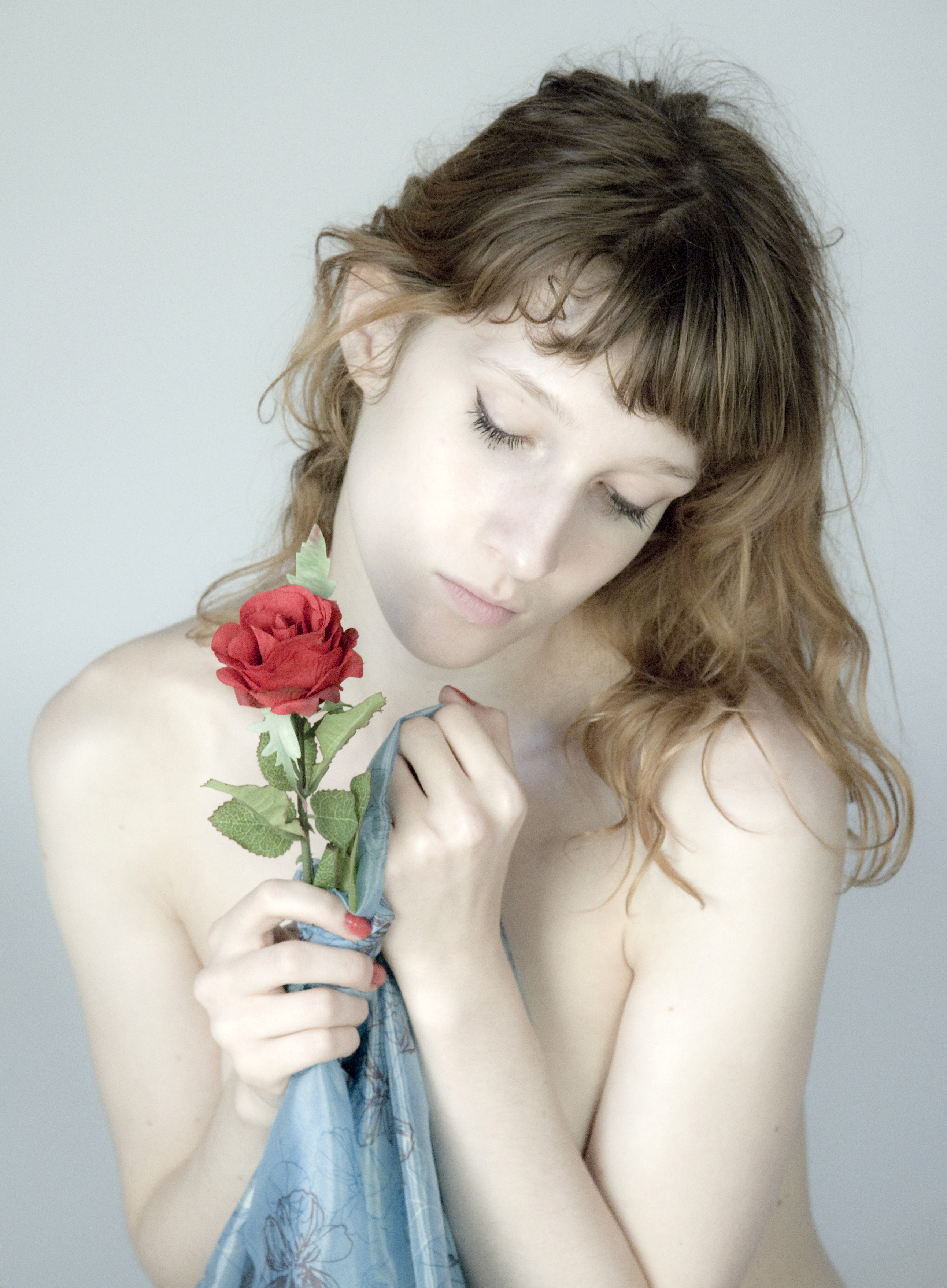
یک مدل عکاسی اروتیک

مدل عکاسی اروتیک (به انگلیسی: Erotic model) فردی است که برای ژست‌گرفتن در عکاسی اروتیک فعالیت می‌کند و تصاویرش برای نمایشگاه‌ها، نگارخانه‌های هنری، کتاب‌ها، مجلات و تقویم‌ها یا برای انتشار در فضای اینترنت استفاده می‌گردند.
این فرد می‌تواند یک مدل حرفه‌ای، یک سلبریتی یا یک فرد تازه‌کار باشد. اولین فرد مشهور که اقدام به مدلینگ عکاسی شهوانی کرد ادا آیزک مَنکن (۱۸۶۸–۱۸۳۵) بود.

## تاریخچه
در قرن نوزدهم، هنرمندان نقاش در این حوزه، به جای استفاده از مدل زنده، اغلب از تصاویر گرفته شده توسط عکاسان به عنوان مدل استفاده می‌کردند؛ مانند بخشی از نقاشی‌های کشیده شده توسط اوژن دولاکروا از روی عکس‌های گرفته شده توسط ژان لوئیس ماری یوجین دوریو.